# 1902 au théâtre
| Années du théâtre : 1899 - 1900 - 1901 - 1902 - 1903 - 1904 - 1905    |
| Décennies du théâtre : 1870 - 1880 - 1890 - 1900 - 1910 - 1920 - 1930 |

Cet article présente les faits marquants de l'année 1902 au théâtre.

## Pièces de théâtre publiées
- Die Büchse der Pandora (La Boîte de Pandore) de Frank Wedekind.

## Pièces de théâtre représentées
- 26 mars : Les Petits Bourgeois de Maxime Gorki, Moscou
- 13 mai : Daisy, comédie en 1 acte de Tristan Bernard, Théâtre de la Renaissance
- 16 décembre : Leurs Amants de Maurice de Féraudy, au théâtre  de l'Athénée, avec Paul Clerget (Gaston de Lérouville), Bullier (Alfred Nerviers), Suzanne Carlix (Liliane).
- décembre : Les Bas-fonds de Maxime Gorki, Théâtre d'art de Moscou
- Le Page opéra-bouffe de Sacha Guitry en un acte, Théâtre des Mathurins

## Naissances
- 29 mars : Marcel Aymé écrivain et dramaturge français († 14 octobre 1967).
- 10 juillet : Sergueï Lemechev, chanteur d’opéra russe († 26 juin 1977).